# Robbie Robertson (album)
 (février 2024).
Si vous disposez d'ouvrages ou d'articles de référence ou si vous connaissez des sites web de qualité traitant du thème abordé ici, merci de compléter l'article en donnant les références utiles à sa vérifiabilité et en les liant à la section « Notes et références ».
 (août 2023).
La mise en forme du texte ne suit pas les recommandations de Wikipédia : il faut le « wikifier ».
Les points d'amélioration suivants sont les cas les plus fréquents :
- Les titres sont pré-formatés par le logiciel. Ils ne sont ni en capitales, ni en gras.
- Le texte ne doit pas être écrit en capitales (les noms de famille non plus), ni en gras, ni en italique, ni en « petit »…
- Le gras n'est utilisé que pour surligner le titre de l'article dans l'introduction, une seule fois.
- L'italique est rarement utilisé : mots en langue étrangère, titres d'œuvres, noms de bateaux, etc.
- Les citations ne sont pas en italique mais en corps de texte normal. Elles sont entourées par des guillemets français : « et ».
- Les listes à puces sont à éviter, des paragraphes rédigés étant largement préférés. Les tableaux sont à réserver à la présentation de données structurées (résultats, etc.).
- Les appels de note de bas de page (petits chiffres en exposant, introduits par l'outil «  Source ») sont à placer entre la fin de phrase et le point final[comme ça].
- Les liens internes (vers d'autres articles de Wikipédia) sont à choisir avec parcimonie. Créez des liens vers des articles approfondissant le sujet. Les termes génériques sans rapport avec le sujet sont à éviter, ainsi que les répétitions de liens vers un même terme.
- Les liens externes sont à placer uniquement dans une section « Liens externes », à la fin de l'article. Ces liens sont à choisir avec parcimonie suivant les règles définies. Si un lien sert de source à l'article, son insertion dans le texte est à faire par les notes de bas de page.
- La présentation des références doit suivre les conventions bibliographiques. Il est recommandé d'utiliser les modèles {{Ouvrage}}, {{Chapitre}}, {{Article}}, {{Lien web}} et/ou {{Bibliographie}}. Le mode d'édition visuel peut mettre en forme automatiquement les références.
- Insérer une infobox (cadre d'informations à droite) n'est pas obligatoire pour parachever la mise en page.

Pour une aide détaillée, merci de consulter Aide:Wikification.
Si vous pensez que ces points ont été résolus, vous pouvez retirer ce bandeau et améliorer la mise en forme d'un autre article.
Albums de Robbie Robertson
Storyville
(1991)
Robbie Robertson est le premier album solo du guitariste canadien éponyme, sorti en 1987 et coproduit par celui-ci et Daniel Lanois. Bien que Robertson soit un musicien professionnel depuis la fin des années 1950, notamment l'un des fondateurs et auteur-compositeur principal du groupe The Band, il s'agit ici de son premier album solo. En 1989, il est récompensé par les prix Juno de « l'album de l'année » et du « producteur de l'année ».
L'album comprend des contributions de Rick Danko et Garth Hudson du Band, ainsi que de Peter Gabriel et de U2.
En 2005, l'album a été réédité avec celui qui le suivait, Storyville, sous la forme d'un coffret de deux CD, dans une édition augmentée, chacun avec deux titres bonus.

## Production
Après un long congé sabbatique, Robertson annonce en 1983 via un article dans le magazine Billboard qu'il revenait à la musique et était disponible pour travailler sur des projets. La même année, le producteur de films Art Linson encourage Robertson à se concentrer sur la création d'un disque solo lorsque les deux étaient en vacances ensemble à Rome. Robertson commence donc à conceptualiser l'idée, en commençant par créer un décor appelé The Shadowland où se dérouleraient les chansons de l'album. Il imaginait The Shadowland comme un lieu mythique « qui se déplace en fonction des nuages qui le recouvrent » et s'imaginait être un vagabond qui raconterait les événements qui s'y dérouleraient.
Robertson avait signé chez EMI Records avec Gary Gersh (en), alors directeur d'A&R et fan de longue date de The Band. Les discussions préliminaires et la préproduction du premier album solo de Robertson s'amorcent à l'automne 1984. Subséquemment, Gersh rejoint Geffen Records et convainc le label de racheter le contrat de Robertson avec EMI.
Après avoir rencontré plusieurs autres producteurs potentiels, Robertson décide de travailler avec son compatriote canadien Daniel Lanois, en raison d'un intérêt commun pour l'expérimentation. Celui-ci avait produit l'année précédente l'album So, un grand succès de Peter Gabriel. Après que Lanois ait terminé une étape du travail de production en cours avec U2 sur ce qui allait devenir leur album The Joshua Tree, Robertson fait savoir à Lanois qu'il était prêt à commencer le travail sur l'album. La production et l'enregistrement débute donc en juillet 1986.
Robertson a un bureau sur la propriété du studio d'enregistrement The Village Recorder à Los Angeles, en Californie, où il élabore des idées pour l'album et où une grande partie y est enregistrée. Le groupe d'accompagnement de base de Robertson comprend le guitariste Bill Dillon, un ami de Lanois qui avait également joué pour Ronnie Hawkins, ainsi que le bassiste Tony Levin et le batteur parisien Manu Katché, tous deux collaborateurs de Peter Gabriel. Robertson fait appel au batteur Terry Bozzio après que Katché ait dû rentrer à Paris. Robertson recrute également deux membres des BoDeans pour fournir des chœurs notamment sur Showdown at Big Sky dont Sam Llanas (en) qui crée une fausse voix féminine utilisée sur le refrain de Somewhere Down the Crazy River. Les membres du groupe The Band, Garth Hudson et Rick Danko, apparaissent également sur l'album, tout comme Ivan Neville (en) (fils du chanteur R&B Aaron Neville) et le bassiste de jazz Larry Klein (en).
En août 1986, Lanois quitte la production de l'album afin de reprendre le travail avec U2, tandis que Robertson effectue la création et la composition de la musique du film The Color of Money du réalisateur Martin Scorsese. Profitant de sa collaboration avec U2, Lanois invite Robertson à venir en Irlande pour travailler dans le studio maison où le groupe complète The Joshua Tree. Ayant terminé son travail sur The Color of Money, Robertson s'envole donc fin août, avec en mains seul un enregistrement de cor de Gil Evans restant de cette trame et un enregistrement d'un riff de guitare accompagné d'un tom tom de son cru. En vol, Robertson étoffe quelques idées lyriques inspirées par les restes de l'ouragan Charley qui rendent le trajet très turbulent. Lanois travaille avec les membres de U2 pour extraire un concept musical à partir du riff de guitare. Robertson et Bono improvisent ensuite en studio une série de paroles, une sorte de duo entre eux, pendant que les instrumentistes du groupe jouaient derrière eux, créant un morceau de 22 minutes. Celui-ci est édité pour créer la chanson Sweet Fire of Love. Lanois utilise ensuite les arrangements de cuivres de Gil Evans comme base pour la chanson Testimony.
Robertson s'envole ensuite pour Bath, en Angleterre, pour travailler avec Peter Gabriel dans Ashcombe House, son studio maison, sur Fallen Angel, un hommage à Richard Manuel qui s'est suicidé en mars. Robertson a adoré le « son fantomatique et angélique » obtenu par Gabriel en empilant ses voix et sa partition de piano électrique Yamaha CP-80, signature de Gabriel, rehaussant le thème d'une âme passant dans la dimension suivante. Le musicien anglais effectue aussi une programmation de batterie sur Broken Arrow, une chanson inspirée de l'héritage amérindien de Robertson.
De retour en Amérique, Robertson se rend aux studios Bearsville (en) près de Woodstock (New York), fondés par son ancien manager Albert Grossman (en). Il enregistre What About Now qui n'a pas été incluse sur l'album, mais qui sera retravaillée et placée dans son prochain album Storyville. American Roulette, inspiré d'un scénario qu'il avait écrit, sera aussi enregistrée durant ces séances. La chanteuse soliste de Lone Justice (en), Maria McKee, sera entendue comme choriste pour ces deux chansons. Enfin, l'ingénieur Bob Clearmountain effectue un remixage l'album.

## Réception
Sorti le 27 octobre 1987, l'album culmine à la 35e place du Billboard 200, restant dans le Top 40 pendant trois semaines. Le disque a produit plusieurs succès dans les charts Billboard Mainstream Rock, avec Showdown At Big Sky en première position (#2) et Sweet Fire Of Love en deuxième position (#7). L'album a été nommé pour un Grammy Award pour le « Meilleur album rock/vocal » et est certifié disque d'or aux États-Unis en 1991.
L'album est très bien accueilli au moment de sa sortie, se classant au 13e rang du sondage annuel des critiques Pazz & Jop publié dans The Village Voice. L'album est répertorié dans le top dix des disques de l'année par plusieurs critiques dans le reportage de fin d'année 1987 The Critics' Choice du magazine Billboard et, en février 1988, l'album est répertorié dans le magazine Stereo Review dans les Meilleurs enregistrements du mois. En 1989, l'album figurait au 77e rang des « 100 meilleurs albums des années 80 » de Rolling Stone.
L'album reçoit cependant des critiques négatives. Greil Marcus le ridiculisant plus tard comme étant « drapé de rideaux de surproduction » avec « des thèmes si élaborés et des voix si déguisées qu'il était difficile de discerner un véritable être humain derrière tout cela ». Robert Christgau écrit qu'il « a fallu du courage à un marchand d'Americana aussi impénitent [comme Robertson] pour risquer la colère des anglophobes » en collaborant avec Lanois et Bono, mais il a été très déçu des résultats et a noté l'album avec un C+. Barney Hoskyns l'a rejeté comme étant « gonflé et grandiose », Robertson « se dépassant et se perdant dans des envolées de verbosité aérienne. » Elvis Costello, un fan de longue date de The Band, a déclaré qu'il « n'aimait pas ça du tout » et que « c'était comme si [Robertson] avait décidé de faire un album de Peter Gabriel, alors que son écriture était beaucoup plus intéressante et énigmatique lorsqu'il travaillait à plus petite échelle. C'est presque comme si les meilleures chansons du disque étaient celles qui fonctionnent à cette échelle mais ont ensuite été artificiellement gonflés avec des stéroïdes pour devenir cette musique grand écran de Peter Gabriel. »

## Écriture des chansons

### Broken Arrow
La chanson de Robbie Robertson atteint la 29e place des classements RPM CanCon (en) en 1988. Rod Stewart, qui a enregistré sa propre une version en 1991 pour son album Vagabond Heart (en), la sort aussi en single le 26 août 1991, accompagnée d'un clip vidéo, atteignant le numéro 20 du classement américain Billboard Hot 100 et le numéro deux au Canada.
Broken Arrow est également interprétée en live par les Grateful Dead de 1993 à 1995 avec Phil Lesh au chant. Les groupes dérivés de Grateful Dead, The Dead, Phil Lesh and Friends et The Other Ones, ont également interprété la chanson, à chaque fois avec celui-ci au chant.
Cette ballade ne doit pas être confondue non plus avec le single de Chuck Berry de 1959 ou avec la chanson homonyme de Buffalo Springfield de 1967, écrite par Neil Young.

### American Roulette
Les paroles de American Roulette traitent du thème de l'ascension vers la gloire de trois Américains emblématiques (James Dean dans le premier couplet, Elvis Presley dans le deuxième et Marilyn Monroe dans le troisième) et de ses conséquences pour eux personnellement. Ils ne sont pas mentionnés nommément mais sont décrits en termes idéalistes plutôt que sous une forme strictement biographique. Musicalement, la chanson se distingue par son solo de guitare ainsi que par sa conclusion instrumentale.

### Somewhere Down the Crazy River
Interrogé sur l'inspiration du single Somewhere Down the Crazy River de l'album, Lanois a commenté : « Robbie Robertson décrivait ce que c'était que de passer du temps en Arkansas avec Levon Helm dans son ancien quartier. Il me parlait des nuits chaudes et pêchant à la dynamite, et demandait à quelqu'un son chemin pour aller quelque part en aval de la rivière folle. ... Je lui ai montré cet instrument que Brian Eno m'avait présenté, appelé le Suzuki Omnichord, comme une harpe automatique électrique. Il a trouvé une petite séquence d'accords avec cet instrument qui était douce et merveilleuse. Pendant qu'il développait sa séquence d'accords, je l'ai enregistré et j'ai superposé sa narration, que j'enregistrais secrètement, par-dessus. Ce fut la naissance de "Somewhere Down The Crazy River". C'est un peu comme un gars avec une voix grave qui vous raconte les nuits torrides de l'Arkansas ». Cette chanson est remarquable comme le seul succès solo de Robertson au Royaume-Uni, atteignant la 15e place du classement des singles britanniques. Son single suivant, "Fallen Angel" (également issu de l'album), atteint le numéro 95.

### Showdown at Big Sky
Sam Llanas, des BoDeans, a fourni les chœurs distinctifs sur cette chanson et, avec son collègue Kurt Neumann, il a aussi contribué aux chœurs de Somewhere Down the Crazy River et American Roulette. En raison de la popularité de ce groupe dans leur État d'origine du Wisconsin, Showdown at Big Sky a été largement diffusé sur la radio Milwaukee AOR. Le single de Robertson a atteint la 48e place du Top 100 canadien et la 8e place des charts CanCon.

### Fallen Angel
Fallen Angel parle de l'ancien membre du groupe The Band, Richard Manuel, qui s'est suicidé en 1986. Peter Gabriel chante avec Robertson sur cette chanson. Il présente également les contributions d'un autre ancien membre du groupe The Band, Garth Hudson aux claviers.

## Liste des chansons
Toutes les chansons écrites par Robbie Robertson sauf indication contraire.
1. Fallen Angel (Robertson, Martin Page (en)) – 5:52
2. Showdown at Big Sky – 4:43
3. Broken Arrow – 5:17
4. Sweet Fire of Love (Robertson, U2) – 5:08
5. American Roulette – 4:46
6. Somewhere Down the Crazy River – 4:44
7. Hell's Half Acre – 3:45
8. Sonny Got Caught in the Moonlight – 3:45
9. Testimony – 4:45

Chansons bonus sur la réédition de 2005 :
1. Christmas Must Be Tonight – 4:51 (de la B. O. du film Scrooged) (1988)
2. Testimony (edited 12" remix) – 6:34 (avec production originale de Nile Rodgers)

## Principaux musiciens et producteurs
- Robbie Robertson – chant, chœurs, guitare, claviers, production
- Daniel Lanois – percussions (2-4,8), chœurs (2-4), guitare (5, 8), Omnichord (6), production

## Musiciens additionnels
- Peter Gabriel – claviers (1, 3) ; chant (1) ; programmation de la batterie (3) ; caméo vocal (9)
- Bill Dillon – guitare (1, 2 et 5-9), chœurs (2)
- Eluriel "Tinker" Barfield – basse (1, 5)
- Larry Klein – basse (2)
- Abraham Laboriel – basse (3)
- Hans Christian – basse (5)
- Tony Levin – Chapman Stick (5, 7), basse (6, 8)
- Martin Page (en) – programmation de la batterie (1)
- Manu Katché – batterie (1, 2, 6-8), percussions (1, 7, 8)
- Terry Bozzio – batterie (3, 5)
- Maria McKee – chœurs (5)
- Cary Butler – chœurs (8)
- Ivan Neville – chœurs (9)
- Gil Evans – cuivres (9)
- The Band
  - Garth Hudson – claviers (1, 5)
  - Rick Danko – chœurs (8)
- BoDeans
  - Sam Llanas (en) – chœurs (2, 5, 6)
  - Kurt Neumann (en) – chœurs (2, 5)
- U2 – (4, 9)
  - Bono – chant, basse (4) ; chœurs et guitare (9)
  - The Edge – guitare
  - Adam Clayton – basse
  - Larry Mullen Jr. – batterie